# Clusiodes eremnos
Clusiodes eremnos är en tvåvingeart som beskrevs av Caloren och Marshall 1998. Clusiodes eremnos ingår i släktet Clusiodes och familjen träflugor. Inga underarter finns listade i Catalogue of Life.